# Apple Lisa

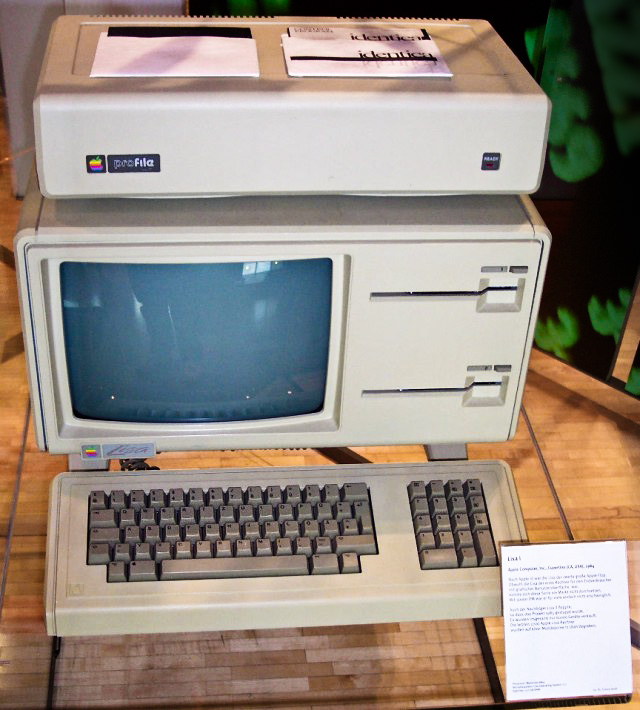
Apple Lisa 1

Apple Lisa je osobní počítač vyráběný firmou Apple Computer v letech 1983–1984/1986. Byl to jeden z prvních osobních počítačů s grafickým uživatelským rozhraním ovládaným myší. Kvůli nezvykle vysoké prodejní ceně však počítač Lisa znamenal naprostý obchodní neúspěch. Ani levnější nástupce Lisa 2 (1984) neuspěl v porovnání s novým počítačem Apple Macintosh. Projekt Lisa byl ukončen roku 1986 modelem doplněným podporou programů pro Macintosh a obchodním názvem Macintosh XL.
Návrh byl vytvořen v roce 1978. Koncepci počítače klíčově ovlivnila návštěva Steva Jobse v laboratořích Xerox v roce 1979, kde se seznámil s počítačem Xerox Alto s grafickým rozhraním. Kolem roku 1982 byl však Steve Jobs přinucen vystoupit z projektu Lisa, a tak se místo toho připojil k projektu prvního Macintoshe. Jméno Lisa dostal po Jobsove dceři, ačkoliv se k tomu nerad přiznával.[zdroj?] Apple oficiálně tvrdí, že akronym LISA, znamená Local Integrated System Architecture. Lisa měla lepší funkce než Macintosh, např.: chráněnou paměť, multi-tasking, numerickou klávesnici, lepší monitor. Systém byl uložen na harddisku, ne jako u Macintoshe na disketě.

## Hardware
Lisa byla poprvé uvedena na trh 19. ledna 1983 za cenu 9 995 USD. Byl to první komerční osobní počítač s grafickým uživatelským rozhraním a první myší.[zdroj?] Používal dobrý, ale ne moc výkonný 16/32bitový procesor Motorola 68000 / 5 MHz a obsahoval tehdy neuvěřitelný 1 MB RAM. Macintosh používal stejný procesor, ale taktovaný na 7,8 MHz. První Lisa měla dvě disketové mechaniky FileWare 5.25" "Twiggy" a volitelně externí pevný disk Apple ProFile o velikosti 5 MB (původně určený pro Apple III). Pozdější modely Lisy 2 používaly jednu disketovou mechaniku 3.5" a volitelný interní pevný disk Widget o velikosti 10 MB.

## Komerční fiasko
Lisa byla pro Apple komerčním fiaskem. Potenciální zákazníci z obchodních kruhů dávali přednost výrazně lacinějšímu, ale také méně výkonnému IBM PC. Navíc uživatelé si stěžovali na pomalý procesor, který uživatele zpomaloval, např. při prohlížení dokumentů. Asi posledním hřebíkem do rakve Lisy bylo představení Macintoshe v roce 1984, který měl také grafické uživatelské rozhraní a myš, ale prodával se za čtvrtinovou cenu (2 495 USD). Původní modely Lisa 1 trpěly také nespolehlivostí speciálně navržených disketových mechanik FileWare (5.25"), které byly v pozdějších verzích nahrazeny standardními mechanikami používanými v počítači Macintosh. Ačkoliv se na trh dostaly ještě další dvě verze Lisy (Lisa 2 a Macintosh XL, což byla pouze hardwarová a softwarová úprava která s pomocí prostředí MacWorks umožňovala spuštění operačního systému Macintoshe), Lisa se přestala vyrábět během srpna 1986. Po ukončení prodeje společnost Apple nabízela vlastníkům počítače Lisa vrátit svůj kus a za příplatek 1 498 USD získat počítač Macintosh Plus a pevný disk Hard Disk 20.